# Rashōmon (película)
Rashōmon (羅生門) es una película japonesa producida en 1950 por el director Akira Kurosawa. Considerada una de las obras maestras del realizador japonés está basada en dos cuentos escritos por Ryūnosuke Akutagawa en 1915. Protagonizada por Toshirō Mifune, Machiko Kyo, Takashi Shimura y Masayuki Mori, la película se ambienta en el siglo XII y narra la violación de la esposa de un samurái y el asesinato de este a través de cuatro testimonios. Su técnica narrativa, fragmentada y basada en el uso de la analepsis, denominada efecto Rashōmon, ha ejercido amplia influencia en directores posteriores.
Rashōmon fue una de las tres películas en las cuales Kurosawa colaboró con el maestro cineasta Kazuo Miyagawa. En 1951 obtuvo el León de Oro en el Festival de Venecia y en 1952 el Óscar a la mejor película extranjera.

## Argumento
En el siglo XII, durante una fuerte tormenta, un monje, un peregrino y un leñador se guarecen en las semidestruidas puertas de Rashô. Esperando que el tiempo mejore y les permita regresar a sus quehaceres los tres discuten casi filosóficamente sobre la naturaleza de las acciones humanas.
El monje y el leñador comienzan a reflexionar sobre el caso del asesinato de un samurái al que ambos fueron llamados como testigos en el juicio: el monje se encontró con el samurái y su esposa antes de suceder el crimen y el leñador encontró su cuerpo en el bosque. Al juicio también fueron convocados los tres únicos testigos directos: un bandido famoso llamado Tajômaru, quien presuntamente asesinó al samurái y violó a su esposa, la esposa del samurái y el mismo samurái que testifica mediante una médium. Los tres cuentan una historia estructurada de manera similar: el bandido Tajômaru se enfrentó, secuestró y ató al samurái para poder violar a la esposa. Pero finalmente se contradicen entre sí y las motivaciones reales del asesinato no son las que parecen.
- La esposa: Indica su versión del crimen y violación
- El bandido: describe su versión mostrando su lucha con el asesinado y la entrega voluntaria de la esposa.
- El asesinado: A través de una médium describe la lucha, la traición de su esposa y su muerte.
- Un testigo: Participa dos veces al inicio describiendo el contexto y al final dándole un sorprendente desenlace.

Tras escuchar los cuatro relatos el monje, el peregrino y el leñador logran un final lleno de humanidad.

## Reparto
| Actor           | Personaje                |
| --------------- | ------------------------ |
| Takashi Shimura | Kikori, el leñador       |
| Minoru Chiaki   | Tabi Hōshi, el sacerdote |
| Kichiijiro Ueda | El peregrino             |
| Toshiro Mifune  | Tajōmaru, el bandido     |
| Machiko Kyō     | La esposa del samurái    |
| Masayuki Mori   | El samurái               |
| Noriko Honma    | Miko, la médium          |
| Daisuke Katō    | Houben, el policía       |

## Producción
Rashōmon tuvo muchos problemas para ver la luz. El director mostró el guion a varios estudios, los cuales se negaron a financiar un proyecto tan extraño ya que no entendían de qué se trataba y les parecía un proyecto extravagante que no podría tener éxito en pantalla. Finalmente Daiei Film accedió a producir la película, con modestos recursos económicos, siendo un ejemplo de economía cinematográfica.

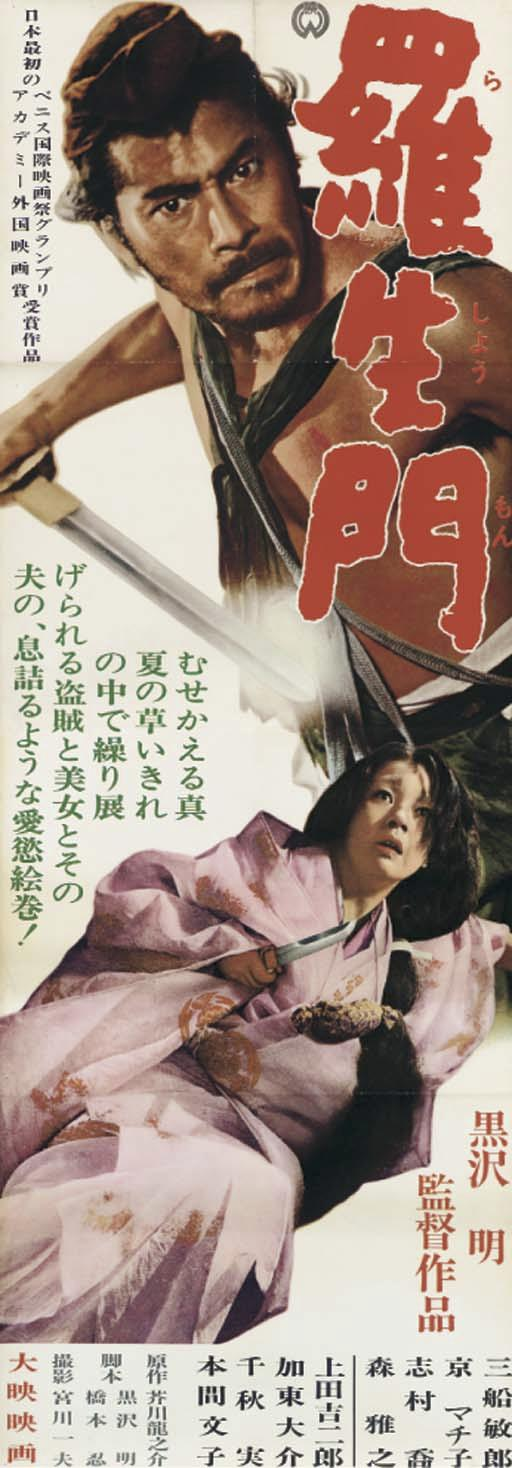
Toshiro Mifune representando al asaltante. Cartel de la película.

En la planificación inicial iba a rodarse completamente en exteriores pero tuvieron bastantes problemas para encontrar una puerta suficientemente majestuosa. Buscaron por todo Japón pero ninguna se asemejaba a la real (la puerta de Rasho) originalmente ubicada en Kioto pero destruida hacía tiempo. Ante esta circunstancia, y debido a la crónica meticulosidad de Kurosawa que a veces rayaba lo enfermizo, tuvieron que construir un decorado, realista y grandioso, para esa parte.
La película se basa en dos distintas historias de Ryunosuke Akutagawa: La puerta de Rashô, de la que se toma la localización, la atmósfera y la discusión moral y En el bosque de la que toma la historia de la mujer violada, el marido asesinado y, a grandes rasgos, la estructura en que se narra conjugando versiones.

## Contexto histórico
La influencia de esta película en el cine japonés y occidental fue importante por el contexto histórico y su entorno cultural: Japón acababa de perder la Segunda Guerra Mundial y su sociedad estaba inmersa en una especie de pesimismo.
Pero hubo una transformación en las ideas ya que los directores experimentaron que, por primera vez, la censura no era tan rígida como antes de la guerra. Si en época de guerra los creativos nipones sufrieron una fuerte presión por parte de las autoridades locales para "conducir" la dirección de sus películas, la nueva censura norteamericana relajó las cosas. Estos cambios incluyeron al propio Kurosawa, al que antes se le presentaban innumerables problemas porque según la censura nacional japonesa sus películas eran "demasiado occidentales", teniendo que reconstruir, cambiar el enfoque o desestimar proyectos para centrarse en películas comerciales y que exaltaran los valores patrios como, por ejemplo, Zoku Sugata Sanshiro (La nueva leyenda del gran Judo). Sin duda seguían siendo censura, pero, dentro de lo que cabe, los creadores tenían bastante más libertad para expresar sus ideas.
Rashōmon es un ejemplo de originalidad que, tras tanto tiempo encerrada, abre la caja de Pandora de la industria cinematográfica japonesa. No sólo es una película revolucionaria para el cine japonés: también lo es para el cine occidental, el cual se ha visto mucho más influenciado a lo largo de los años por la obra de Kurosawa.

## Influencia
La película ha sido readaptada, tanto oficialmente como de manera espuria, en varias ocasiones. En Estados Unidos se adaptó al género de western, con crédito otorgado a Kurosawa, y bajo el nombre de The Outrage (1964) con Paul Newman, Claire Bloom y Edward G. Robinson.
Por su estructura narrativa el denominado efecto Rashômon influenció a otros cineastas que reconocieron el potencial de este tipo de historias como Stanley Kubrick o Alfred Hitchcock hasta directores como Quentin Tarantino (Reservoir Dogs, 1992), Bryan Singer (The Usual Suspects, 1995), Zhang Yimou (Hero, 2002) o Tom Tykwer (Lola Rennt, 1998).